# Копорская оперативная группа
Копорская оперативная группа, с 23 июля 1941 по года 25 августа 1941 года Кингисеппский участок обороны,  оперативное войсковое объединение в составе Вооружённых Сил СССР во время Великой Отечественной войны.

## Формирование
Кингисеппский участок обороны выделен  23 июля 1941 года из войск правого боевого участка Лужской оперативной группы. 25 августа 1941 года участок переименован в Копорскую оперативную группу.

## Боевой путь
В составе действующей армии с 23 июля 1941 по 25 августа 1941 как Кингисеппский участок обороны и с 25 августа 1941 по 3 сентября 1941 года как Копорская оперативная группа.
После выделения из состава Лужской оперативной группы полоса обороны войск Кингисеппского участка обороны была определена от Нарвского залива у станции Преображенка и далее по реке Луге через Кингисепп приблизительно до Толмачёво.
Передний край на Кингисеппском участке прикрывала река Луга. На её правом берегу была построена система препятствий в виде противотанковых рвов, эскарпов, минных полей и проволочных заграждений. В систему обороны на участке вошёл существовавший Кингисеппский укрепрайон, имевший ряд железобетонных сооружений и вновь построенные дзоты. Наиболее насыщенной оборона была в опорных пунктах Большой Луцк, Кингисепп, Коммуна «Колос», Хорошево, Ивановское, Лопец, Волна, Извоз и Ганьково. Между пунктами имелась система полевых фортификационных сооружений по берегу реки с заминированными участками. Всего в полосе обороны имелось 48 километров противотанковых рвов, 38,7 километра эскарпов и контрэскарпов, 20,8 километра завалов, 2,7 километра проволочных трёхрядных заграждений, 20 «волчьих ям», 61 дзот, 56 сборных железобетонных огневых точек, 2709 надолбов.
В задачу участка входило не допустить прорыва противника с юга вдоль Гдовского шоссе на Нарву и через Кингисепп к Ленинграду. Что касается первой задачи, то со второй декады июля 1941 года 58-я пехотная дивизия развила наступление на Гдов и быстро вышла к Нарве, где на южных окраинах была остановлена упорным сопротивлением советских войск.
В основной полосе обороны района бои развязались в ночь с 13 на 14 июля 1941 года, когда моторизованные части 41-го моторизованного корпуса, совершив марш из-под Луги, захватили первый плацдарм на реке близ села Ивановское, а 15 июля 1941 года — в районе Сабска. Сил у советского командования явно не хватало, с захватом плацдармов были выдвинуты из глубины к плацдармам танковый батальон Бронетанковых курсов усовершенствования комсостава и ускорено выдвижение 2-й дивизии народного ополчения. До их подхода расширению плацдармов препятствовали части 21-го укрепрайона, 191-й стрелковой дивизии, части морской пехоты и курсантские подразделения ленинградских военных Краснознамённых училищ: пехотного имени С.М. Кирова и артиллерийского имени Красного Октября
С этих плацдармов 8 августа 1941 года и началось наступление немецких войск на Ленинград. В первые дни боёв на плацдарме у Ивановского решительных успехов немецкие войска не достигли, натолкнувшись на упорное сопротивление войск Кингисеппского участка обороны. 9 августа 1941 года 1-я танковая дивизия сумела прорвать оборону советских войск на плацдарме у Большого Сабска, и развивая наступление, тем самым выйдя в тыл советским войскам, оборонявшимся у Ивановского. Уже 14 августа 1941 года немецкие части перерезали железную дорогу Красногвардейск — Кингисепп, 16 августа 1941 года, развивая наступление на восток, взяли станцию Волосово. Таким образом, войска Кингисеппского участка в районе Кингисепп — Веймарн оказались в основной массе в полукольце, вытянутом на юг соответственно течению Луги. Часть войск участка, оказавшаяся вне полукольца, оттеснялась на восток в направлении Сиверская — Красногвардейск. В середине августа в полосе участка развязались ожесточённые бои за Кингисепп и Веймарн. Таким образом в том числе сдерживалось наступление противника на север, что позволяло выйти из Эстонии войскам 8-й армии.
На правом же фланге участка обороны, севернее Кингисеппа, активные боевые действия начались только в середине августа 1941 года, с оставлением Кингисеппа и наступлением немецких войск с юга и подходом войск 18-й полевой армии с запада и оставлением Нарвы.
К 21 августа 1941 года линия фронта на Кингисеппском участке обороны несколько стабилизировалась. Севернее железной дороги оборону по Луге занимали части 8-й армии, отошедшие от Нарвы. У Кошкино начиналась оборона войск участка, развёрнутая фронтом на юг севернее железной дороги, Кингисеппа, Веймарна и Молосковиц, проходя через Алексеевку, Пружицы, Тешково, Анташи.
25 августа 1941 Кингисеппский участок обороны переименован в Копорскую оперативную группу, на которую возлагалась задача не допустить захвата южного побережья Финского залива близ Котлов, Копорье, Ораниенбаума. Однако немецкие войска продолжали наступление как с запада на восток, тесня части 8-й армии, так и с севера на юг, на части Копорской оперативной группы. Тяжёлые бои войсками группы велись за Копорье, которое 1 сентября 1941 года было оставлено. К тому времени части 8-й армии также были оттеснены восточнее Копорья, и как и войска оперативной группы вели бои, отступая к Ораниенбауму.
3 сентября 1941 года управление Копорской оперативной группы было расформировано, а войска обращены на укомплектование 8-й армии

## Командование

### Командующие группой
- генерал-майор В. В. Семашко

## Боевой состав
В различное время в состав группы (участка) входили:
| Стрелковые соединения и части | Стрелковые соединения и части                                        | Стрелковые соединения и части | Стрелковые соединения и части                                                     |
| Корпуса                       | Дивизии                                                              | Бригады                       | Иные части                                                                        |
| ----------------------------- | -------------------------------------------------------------------- | ----------------------------- | --------------------------------------------------------------------------------- |
| не имелось                    | 90, 191, 1 гвардейская народного ополчения, 2, 4 народного ополчения | не имелось                    | 21-й укреплённый район, Ленинградское пехотное Краснознамённое училище им. Кирова |

| Артиллерийские части | Артиллерийские части | Артиллерийские части               | Артиллерийские части | Артиллерийские части |  |
| Дивизии              | Бригады              | Полки                              | Дивизионы            | Иные                 |  |
| -------------------- | -------------------- | ---------------------------------- | -------------------- | -------------------- |  |
| не имелось           | 14                   | 519 гаубичный, 94 противотанковый. | не имелось           | не имелось           |  |

| Танковые, механизированные, самоходно-артиллерийские соединения и части | Танковые, механизированные, самоходно-артиллерийские соединения и части | Танковые, механизированные, самоходно-артиллерийские соединения и части | Танковые, механизированные, самоходно-артиллерийские соединения и части | Танковые, механизированные, самоходно-артиллерийские соединения и части |  |
| Корпуса                                                                 | Дивизии                                                                 | Полки                                                                   | Батальоны                                                               | Иные отдельные части                                                    |  |
| ----------------------------------------------------------------------- | ----------------------------------------------------------------------- | ----------------------------------------------------------------------- | ----------------------------------------------------------------------- | ----------------------------------------------------------------------- |  |
| не имелось                                                              | 1, 24                                                                   | не имелось                                                              | танковый батальон Бронетанковых курсов усовершенствования комсостава    | 60 бронепоезд                                                           |  |

| Военно-воздушные силы | Военно-воздушные силы | Военно-воздушные силы | Военно-воздушные силы | Военно-воздушные силы |  |
| Корпуса               | Дивизии               | Бригады               | Полки                 | Иные отдельные части  |  |
| --------------------- | --------------------- | --------------------- | --------------------- | --------------------- |  |
| не имелось            | не имелось            | не имелось            | не имелось            | не имелось            |  |

| Инженерные, сапёрные, понтонно-мостовые и огнемётные части | Инженерные, сапёрные, понтонно-мостовые и огнемётные части | Инженерные, сапёрные, понтонно-мостовые и огнемётные части | Инженерные, сапёрные, понтонно-мостовые и огнемётные части | Инженерные, сапёрные, понтонно-мостовые и огнемётные части |  |
| Бригады                                                    | Инженерные батальоны                                       | Сапёрные батальоны                                         | Понтонно-мостовые батальоны                                | Огнемётные части                                           |  |
| ---------------------------------------------------------- | ---------------------------------------------------------- | ---------------------------------------------------------- | ---------------------------------------------------------- | ---------------------------------------------------------- |  |
| не имелось                                                 | не имелось                                                 | 259                                                        | не имелось                                                 | не имелось                                                 |  |

### Помесячный боевой состав группы
| Помесячный боевой состав группы  | Помесячный боевой состав группы                                           | Помесячный боевой состав группы             | Помесячный боевой состав группы        | Помесячный боевой состав группы | Помесячный боевой состав группы | Помесячный боевой состав группы |
| Дата (в составе фронта)          | Стрелковые и кавалерийские соединения                                     | Артиллерийские и миномётные соединения      | Танковые и механизированные соединения | Авиация                         | Инженерные и сапёрные части     | Огнемётные части                |
| -------------------------------- | ------------------------------------------------------------------------- | ------------------------------------------- | -------------------------------------- | ------------------------------- | ------------------------------- | ------------------------------- |
| 01.08.1941 (Северный фронт)      | 90, 191 сд, 2 и 4 сд НО, Ленинградское пехотное училище им. Кирова, 21 УР | 14 арт. бригада ПТО, 519 гап РГК, 94 ап ПТО | 1 тд, 60 отд. бронепоезд               | -                               | 295 осб                         | -                               |
| 01.09.1941 (Ленинградский фронт) | 1 гв. и 2 сд НО, 522 сп (191 сд)                                          | 519 гап РВГК                                | 24 тп (1 тд)                           | -                               | 295 осб                         | -                               |